# Shitan, Banan
Shitan (kinesiska: 石滩) är en köping i sydvästra Kina. Den ligger i stadsdistriktet Banan  i storstadsområdet Chongqing, omkring 52 kilometer sydost om det centrala stadsdistriktet Yuzhong. Antalet invånare är 11 295. Befolkningen består av 5 550 kvinnor och 5 745 män. Barn under 15 år utgör 16,0 %, vuxna 15-64 år 65 %, och äldre över 65 år 18,0 %.